# (36203) 1999 TZ98
1999 TZ98 (asteroide 36203) é um asteroide da cintura principal. Possui uma excentricidade de 0.05069670 e uma inclinação de 13.30763º.
Este asteroide foi descoberto no dia 2 de outubro de 1999 por LINEAR em Socorro.